# Regeringen Mateusz Morawiecki II
Regeringen Mateusz Morawiecki II er Ministerrådet i Polen under ledelse af formanden for Ministerrådet (premierministeren) Mateusz Morawiecki. Regeringen blev svoret ind af præsident Andrzej Duda den 15. november 2019.
Siden indsættelsen har der været flere ændringer i ministre og antallet af ministerier.
Regeringen har med 235 mandater et flertal i det polske underhus Sejmen. De har dog ikke flertal i det polske overhus senatet hor de har 48 ud af 100 mandater.

## Ministre
| Ressortområde                                                  | Billede           | Navn                          | Parti            | Parti               | I embede          | I embede         |
| Ressortområde                                                  | Billede           | Navn                          | Parti            | Parti               | Fra               | Til              |
| -------------------------------------------------------------- | ----------------- | ----------------------------- | ---------------- | ------------------- | ----------------- | ---------------- |
| Premierminister                                                |                   | Mateusz Morawiecki            |                  | Lov og Retfærdighed | 15. november 2019 |                  |
| Sportsminister                                                 | 15. november 2019 | Mateusz Morawiecki            | 5. december 2019 | Lov og Retfærdighed |                   |                  |
| Vicepremierminister                                            |                   | Piotr Gliński                 |                  | Lov og Retfærdighed | 15. november 2019 |                  |
| Minister for kultur, national kulturarv og sport               |                   | Piotr Gliński                 |                  | Lov og Retfærdighed | 15. november 2019 |                  |
| Formand for Udvalget for offentlige fordele                    |                   | Piotr Gliński                 |                  | Lov og Retfærdighed | 15. november 2019 |                  |
| Vicepremierminister                                            |                   | Jarosław Gowin                |                  | Aftale              | 15. november 2019 | 9. april 2020    |
| Vicepremierminister                                            | 6. oktober 2020   | Jarosław Gowin                |                  | Aftale              |                   |                  |
| Minister for videnskab og videregående uddannelser             | 15 November 2019  | Jarosław Gowin                | 9. april 2020    | Aftale              |                   |                  |
| Minister for videnskab og videregående uddannelser             |                   | Wojciech Murdzek              |                  | Aftale              | 16. april 2020    | 19. oktober 2020 |
| Minister for undervisning og videnskab                         |                   | Przemysław Czarnek            |                  | Lov og Retfærdighed | 19. oktober 2020  |                  |
| Vicepremierminister                                            |                   | Jacek Sasin                   |                  | Lov og Retfærdighed | 15. november 2019 |                  |
| Minister for statsaktiver                                      | 15. november 2019 | Jacek Sasin                   |                  | Lov og Retfærdighed |                   |                  |
| Vicepremierminister                                            |                   | Jarosław Kaczyński            |                  | Lov og Retfærdighed | 6. oktober 2020   |                  |
| Minister for infrastruktur                                     |                   | Andrzej Adamczyk              |                  | Lov og Retfærdighed | 15. november 2019 |                  |
| Minister for landbrug og udvikling af landdistrikter           |                   | Jan Krzysztof Ardanowski      |                  | Lov og Retfærdighed | 15. november 2019 | 6. oktober 2020  |
| Minister for landbrug og udvikling af landdistrikter           |                   | Grzegorz Puda                 |                  | Lov og Retfærdighed | 6. oktober 2020   |                  |
| Minister for nationalt forsvar                                 |                   | Mariusz Błaszczak             |                  | Lov og Retfærdighed | 15. november 2019 |                  |
| Udenrigsminister                                               |                   | Jacek Czaputowicz             |                  | Patiløs             | 15. november 2019 | 20. august 2020  |
| Udenrigsminister                                               |                   | Zbigniew Rau                  |                  | Lov og Retfærdighed | 20. august 2020   |                  |
| Minister uden portefølje, Chef for Premierministerens kansleri |                   | Michał Dworczyk               |                  | Lov og Retfærdighed | 15. november 2019 |                  |
| Udviklingsminister                                             |                   | Jadwiga Emilewicz             |                  | Aftale              | 15. november 2019 |                  |
| Vicepremierminister                                            | 9. april 2020     | Jadwiga Emilewicz             | 6. oktober 2020  | Aftale              |                   |                  |
| Minister for havøkonomi og navigation i indland                |                   | Marek Gróbarczyk              |                  | Lov og Retfærdighed | 15. november 2019 | 6. oktober 2020  |
| Minister for fonde og regionalpolitik                          |                   | Małgorzata Jarosińska-Jedynak |                  | Partiløs            | 15. november 2019 | 6. oktober 2020  |
| Indenrigsminister og minister for administration               |                   | Mariusz Kamiński              |                  | Lov og Retfærdighed | 15. november 2019 |                  |
| Finansminister                                                 |                   | Tadeusz Kościński             |                  | Partiløs            | 15. november 2019 |                  |
| Minister for klima og miljø                                    |                   | Michał Kurtyka                |                  | Partiløs            | 15. november 2019 |                  |
| Minister for familier, arbejde og socialpolitik                |                   | Marlena Maląg                 |                  | Lov og Retfærdighed | 15. november 2019 |                  |
| Minister for national uddannelse                               |                   | Dariusz Piontkowski           |                  | Lov og Retfærdighed | 15. november 2019 | 19. oktober 2020 |
| Minister uden portefølje                                       |                   | Łukasz Schreiber              |                  | Lov og Retfærdighed | 15. november 2019 |                  |
| Sundhedsminister                                               |                   | Łukasz Szumowski              |                  | Partiløs            | 15 November 2019  | 19. august 2020  |
| Sundhedsminister                                               |                   | Adam Niedzielski              |                  | Partiløs            | 19. august 2020   |                  |
| Minister for den Europæiske Union                              |                   | Konrad Szymański              |                  | Lov og Retfærdighed | 15. november 2019 |                  |
| Miljøminister                                                  |                   | Michał Woś                    |                  | Det Forenede Polen  | 15 November 2019  | 6. oktober 2020  |
| Minister for digitale anliggender                              |                   | Marek Zagórski                |                  | Lov og Retfærdighed | 15. november 2019 |                  |
| Justitsminister                                                |                   | Zbigniew Ziobro               |                  | Det Forenede Polen  | 15. november 2019 |                  |
| Sportsminister                                                 |                   | Danuta Dmowska-Andrzejuk      |                  | Partiløs            | 5. december 2019  | 6. oktober 2020  |